# Best Memories
『Best Memories』（ベスト・メモリーズ）は、チェキッ娘の2枚目で、現時点でのラスト・アルバム。CD2枚組。1999年10月20日にポニーキャニオンから発売。

## 概要
実質的なチェキッ娘のベスト・アルバムであり、歴代のシングル全6曲のほか、チェキッ娘内ユニット、本作では上田愛美のソロシングル曲や東芝EMI系のM@M、およびインディーズ系のchee's・METAMOの楽曲を収録。DISC1には、『はじまり』同一曲が2トラック収録されている。
前作『CXCO』収録曲は本作にも全て収録されているが、『あしたのあたし』はシングル・バージョン（『海へ行こう〜Love Beach Love〜』のC/W曲）が収録されており、『CXCO』収録バージョン（長野県内の野麦峠近くの合宿所でレコーディングされたもの）とは異なる。
ジャケット写真は、本作と同日に発売された映像作品である『CHECKICCO in GUAM Memorial Summer』（同作DVDは、チェキッ娘『旅立ちLIVE』が行われた1999年11月3日に発売）の中のワンショットから採用されている。初回特典はブックレットと同サイズのチェキッ娘写真集が封入されており、ここに収載されている写真も前述の映像作品の中から採用されたものである。
本作のイメージカラーはライトブルー、青、黄緑であり、CDの色はDISC1はライトブルー、DISC2は黄緑である。歌詞、メンバーのプロフィールはライトブルーに白抜き文字で掲載され、ブックレットの最後には番組プロデューサー・水口昌彦による『チェキッ娘のこのあと』と題された寄稿文が掲載されている。

## 収録曲
特記以外はチェキッ娘名義の曲
特記以外編曲：亀田誠治

### DISC1
1. 抱きしめて
作詞・作曲：Я・K
編曲：土橋安騎夫
2. はじまり
作詞：森浩美
作曲：D・A・I
3. ハダカになりたい
歌：NEOかしまし娘（下川みくに・熊切あさ美・町田恵）
作詞・作曲：高橋研
4. ピンクのチェリー
歌：NEOちゃっきり娘（上田愛美・久志麻理奈・佐々木絵美子）
作詞・作曲：高橋研
5. chee'sのテーマ
歌：chee's
作詞・作曲・編曲：吉田建
6. everything's treasure
歌：chee's
作詞・作曲：chee's
編曲：吉田建
7. blue wing
歌：chee's
作詞・作曲：chee's
編曲：吉田建
8. はじまり
作詞：森浩美
作曲：D・A・I
9. 最初のキモチ
作詞：森浩美
作曲：D・A・I
10. ありがと・愛してる
歌：リトルマーメイド（矢作美樹・町田恵）
作詞・作曲：高橋研
11. アニマルサマーの夏が来る!
歌：NEOちゃっきり娘（上田愛美・久志麻理奈・佐々木絵美子）
作詞：高橋研
作曲：中原めいこ
12. Miss Entertainer
歌：M@M
作詞：石渡淳治
作曲：中村弘二
13. Blue Star
歌：M@M
作詞：PON
作曲：ZOM
編曲：ヒダテモトハラ&ザ*メロディースターズ

### DISC2
1. せつないハーモニー
歌：田中里奈・五十嵐恵
作詞：さいとうみわこ
作曲：中原めいこ
2. チェキッ娘音頭
作詞：チェキッ娘+1
作曲：松田信男
3. ちぇきっこちぇりぃどーる
作詞・作曲：ROLLY
4. あたしの靴あなたの靴
歌：野崎恵・松本江里子・加藤真由
作詞・作曲：aiko
5. あしたのあたし（Single Version）
歌：プー（熊切あさ美・嶋野蘭・森知子）
作詞・作曲：高橋研
6. デイドリーム
作詞・作曲：高橋研
7. 大好きな恋
作詞：沢ちひろ
作曲：土橋安騎夫
8. ドタバタギャグの日曜日
作詞・作曲：ROLLY
9. 海へ行こう〜Love Beach Love〜
作詞：森浩美
作曲：土橋安騎夫
10. オレンジ
歌：METAMO
作詞・作曲・編曲：ホンダレディ
11. Teenage funk love
歌：METAMO
作詞・作曲・編曲：ホンダレディ
12. いつか
歌：上田愛美
作詞：森浩美
作曲：D・A・I
13. なかよし
歌：上田愛美
作詞：森浩美
作曲：D・A・I
14. ありがとう
作詞：森浩美
作曲：D・A・I
編曲：吉俣良
15. はじまり -Departure 2000-
作詞：森浩美
作曲：D・A・I
編曲：吉俣良